# Cláusula de no impugnación
Una cláusula de no impugnación es una disposición incluida en documentos legales como contratos o testamentos, cuyo propósito es disuadir a una persona —frecuentemente mediante la amenaza de acciones legales o sanciones penales— de realizar, continuar o abstenerse de una determinada conducta. Este término suele usarse en el contexto de testamentos, donde la cláusula advierte que un beneficiario será desheredado si decide cuestionar sus términos ante un tribunal. En muchos estados de Estados Unidos, este tipo de cláusulas no se consideran válidas si quien impugna el testamento lo hace con una causa probable.

## Cláusula de no impugnación en los testamentos
Los artículos 2-517 y 3-905 del Código Uniforme de Sucesiones (UPC, por sus siglas en inglés) autorizan el uso de cláusulas de no impugnación, siempre que la persona que cuestione el testamento no tenga una causa probable que justifique su acción.A continuación se presenta el texto íntegro de dichas disposiciones:
El UPC ha sido implementado en varios estados de menor tamaño, como Alaska, Idaho, Montana y Nuevo México. No obstante, también ha sido adoptado por Florida, uno de los estados más poblados del país.
En ciertos estados se reconoce la figura de la "sucesión en vida" o "ante mortem", mecanismos legales que permiten al testador iniciar, en vida, un proceso judicial para confirmar la validez de su testamento. El objetivo de estas acciones es prevenir futuras impugnaciones después de su fallecimiento.

## Cláusulas de no impugnación por estado

### California
En California, las cláusulas de no impugnación tienen una aplicación restringida. Solo se puede desheredar a quien impugne un testamento con este tipo de cláusula si el tribunal concluye que lo hizo sin causa probable. Esta normativa se encuentra en el Código Sucesorio, secciones 21310 a 21315. El marco legal vigente sobre la validez de estas cláusulas entró en vigor el 1 de enero de 2010, reemplazando completamente la legislación anterior a esa fecha.

### Florida
En Florida, las cláusulas de no impugnación incluidas en los testamentos no tienen validez legal, sin importar si existe o no una causa probable para la impugnación. Así lo establece el Estatuto de Florida 732.517 (2009), que indica lo siguiente:
Una disposición en un testamento que pretenda penalizar a cualquier persona interesada por impugnar el testamento o iniciar otros procedimientos relacionados con el patrimonio es inaplicable.

### Massachusetts
La legislación de Massachusetts autoriza la incorporación de cláusulas penales por impugnación en los testamentos. Esto se encuentra estipulado en las Leyes Generales de Massachusetts, Capítulo 190B, Artículo II, Sección 2-517.

### Nevada
La legislación de Nevada establece expresamente que los tribunales deben hacer cumplir las cláusulas de no impugnación. Sin embargo, estas normas también permiten que un beneficiario solicite, sin consecuencias negativas, la ejecución de un testamento o fideicomiso, así como una interpretación judicial de su contenido. Además, la ley contempla una excepción: no se aplicará la penalización si la impugnación se realiza de buena fe y con una causa probable que podría haber llevado a una persona razonable, informada y debidamente asesorada a creer que existía una probabilidad significativa de que el fideicomiso u otro documento relacionado fuera inválido.

### Nueva York
El estado de Nueva York no reconoce la defensa de "causa probable" en relación con las cláusulas de no impugnación. Una vez que se impugna el testamento, estas cláusulas se aplican en su totalidad. No obstante, existen ciertas excepciones, como cuando un menor ejerce su derecho de elección contra el testamento, en casos de falsificación o si se revoca el testamento mediante uno posterior.
 

La ley de sucesiones, poderes y fideicomisos de Nueva York establece específicamente: 
Una condición diseñada para evitar que una disposición entre en vigor en caso de que el testamento sea impugnado por el beneficiario es operativa a pesar de la presencia o ausencia de causa probable para dicha impugnación, sujeto a [excepciones] 

— N.Y. EPTL § 3-3.5 

### Texas
En Texas, las cláusulas de no impugnación pueden dejar de aplicarse si quien impugna el testamento lo hace con una causa justificada y actúa de buena fe.

### Oregón
En Oregón, las cláusulas de no impugnación se aplican incluso si la persona que impugna el testamento lo hace con causa probable, siempre que su impugnación no prospere.